# Tuna (Zeitschrift)
Tuna (zu Deutsch etwa „Damals“) ist eine estnische Zeitschrift für Geschichtswissenschaft und -kultur.

## Erscheinungsweise und Sondernummern
Die Eröffnungsnummer erschien Ende 1998 und war das einzige Heft dieses Jahrgangs. Seit dem zweiten Jahrgang 1999 kommen regelmäßig vier Hefte pro Jahr heraus. Zweimal gab es ein russischsprachiges Sonderheft, für das einige ausgewählte Artikel übersetzt worden waren, einmal eine englischsprachige Ausgabe.
Das Heft 2/2017 war das 75. Heft, was der Herausgeber in einem Editorial hervorhob.

## Inhaltliche Charakterisierung
Die Zeitschrift ist eine Ausgabe der Vereinigung estnischer Archive und versteht sich bewusst als Zeitschrift für Geschichtskultur, was bedeutet, dass sowohl „Archivmaterialien (Dokumente, Briefe, Erinnerungen), streng wissenschaftliche Analysen von der Archivtheorie bis hin zu geschichtsphilosophischen Betrachtungen, als auch Diskussionen und populäre sowie alternative Abhandlungen“ publiziert werden.
Jede Nummer der Zeitschrift wird mit einem Essay eröffnet, danach folgen vier mehr oder weniger feste Rubriken:
- Historische Abhandlungen (d. h. wissenschaftliche Forschung)
- Ein Dokumentar- oder Archivteil, in dem kommentierte Publikationen von historischem Material erfolgen
- Rezensionsteil
- Varia (Miszellen oder Personalia)

Chefredakteur ist seit der Gründung Ott Raun, der von einem internationalen Herausgebergremium mit Mitgliedern aus Deutschland, Finnland, den Niederlanden, Russland, Schweden und den Vereinigten Staaten unterstützt und beraten wird.

## Bibliographien
- Tuna bibliograafia 1998–2004. Tallinn 2005. 39 S.
- Tuna bibliograafia 1998–2010. Tallinn 2011. 104 S.

## Einzelbelege
1. ↑  Im Estnischen existiert das Wort tuna nur in Zusammensetzungen als Markierung einer Steigerungsform: eile = 'gestern', tunaeile = 'vorgestern', außerdem gibt es das Adjektiv tunane = 'damalig'.
2. ↑  Tuna. Спецвыпуск по истории Эстонии ... / Национальный Архив ; составители Тыну Таннберг, Отт Раун. 2006; 2010.
3. ↑  Past. Special issue on the history of Estonia. Tartu, Tallinn: National Archives 2009.
4. ↑  Ott Raun: Kui seitsmekümne viies võrduks esimesega, in: Tuna 2/2017, S. 2.
5. ↑  Ott Raun: Uue ajakirja mõttest ja eesmärkidest, in: Tuna 1/1998, S. 1.